# Sarcophaga beckiana
Sarcophaga beckiana är en tvåvingeart som beskrevs av Andy Z. Lehrer 1996. Sarcophaga beckiana ingår i släktet Sarcophaga och familjen köttflugor.
Artens utbredningsområde är Israel. Inga underarter finns listade i Catalogue of Life.